# Базис (политология)
Ба́зис — основная масса членов политической партии, корпорации, общества и т. п., в противоположность элитам. В таком значении этот термин используется, например, в английском и немецком (например, «party base», «Parteibasis») языках.
Термин народ является частным случаем этого понятия. Необходимость в более широком понятии возникает там, где важную роль играет иерархичность построения человеческого общества, с сохранением основных свойств для любого из уровней иерархии. Например, в некоторых работах предполагается, что закреплённая в конституциях большинства демократических государств роль народа, как суверенного носителя высшей государственной власти, имеет аналоги и на других уровнях общественной иерархии. Но сказать об этом без введения термина типа «базис» невозможно: нельзя же говорить «народ партии» или «народ сословия».
Термин «базис» в указанном смысле не следует путать с термином «базис и надстройка» в историческом материализме.